# Madagascar en los Juegos Olímpicos de Barcelona 1992
Madagascar estuvo representado en los Juegos Olímpicos de Barcelona 1992 por un total de 13 deportistas, 8 hombres y 5 mujeres, que compitieron en 6 deportes.
El equipo olímpico malgache no obtuvo ninguna medalla en estos Juegos.